# Bembidion visticum
Bembidion visticum är en skalbaggsart som beskrevs av Thomas Casey. Bembidion visticum ingår i släktet Bembidion och familjen jordlöpare. Inga underarter finns listade i Catalogue of Life.